# Rama in Benjamin
Rama (Hebreeuws: רָמָה) was een stad in de Hebreeuwse Bijbel gelegen in het stamgebied van Benjamin. Het wordt geïdentificeerd met het Palestijnse dorp Er-Ram, gelegen op ongeveer 7 km ten noorden van Jeruzalem. Tijdens de Romeinse periode was de plaats bekend als Al-Ramah en later onder de naam Aram. Er zijn resten van een Byzantijnse kerk, een toren uit de kruisvaardertijd, citernes, funderingen, oude wallen en wijnpersen uitgehouwen in de rotsen.
De plaats werd genoemd in de lijst van steden van Benjamin (Jozua 18:25) die van de late 7e eeuw v.Chr. dateert. en in het boek van Jeremia (31:15 en 40:1). In Jozua werd Rama genoemd met Gibeon en Beëroth. In Hosea(5:8) wordt het genoemd samen met Gibea. Die plaatsen stemmen overeen met Tell el-Ful (Gibea) op ongeveer vijf km van Jeruzalem en Er-Ram ligt nog drie km verder naar het noorden. Op 5 km ten westen van Er-Ram vinden we el-Jib, het oude Gibeon, en Beëroth het moderne el-Bireh ligt op 6,5 km ten noorden. In de Onomasticon (144, 14f) van Eusebius wordt het geplaatst op 6 Romeinse mijlen van Jeruzalem, 8,9 km. Flavius Josephus (Antiquitates Judaicae, VIII, xii, 3) situeert Rama op ongeveer 8 km van Jeruzalem. De stad ligt ongeveer op het snijpunt van de diagonalen van de vierhoek gevormd door Gibea, Gibeon, Mizpa en Geba.
In 1 Koningen 15:17-22 wordt het verhaal verteld van koning Basa die Rama wil versterken en daarvoor bouwmaterialen aanvoert, maar van zijn plannen afziet als hij wordt aangevallen door koning Benhadad I van Aram die zijn hoofdstad in Damascus had, op instigatie van Asa. Koning Asa van Juda zou hiervan gebruikgemaakt hebben om Rama in te nemen en de bouwmaterialen weg te voeren voor de versterking van zijn eigen steden Mizpa en Geba in de buurt.
In 1993 voerde Feldstein een archeologisch onderzoek uit. Feldstein en zijn medewerkers verzamelden een groot aantal (365) scherven waarvan 20% afkomstig uit het ijzertijdperk II (1000 - 587 v.Chr.), 2% uit de Perzische tijd (539 – 334 v.Chr.) en 13% uit de Hellenistische periode (336 – 30 v.Chr.), waaruit de conclusie kan getrokken worden dat tijdens de Perzische periode de bewoning sterk achteruit liep ten opzichte van de ijzertijd, om pas weer toe te nemen in de Hellenistische periode.
De herbevolking van Rama na de Babylonische ballingschap tussen 538 en 515 v.Chr. die gemeld werd in Ezra 2:25 en Nehemia 7:30 wordt hiermee in twijfel getrokken.